# 吴型山墓
吴型山墓，是位于福建省福州市罗源县松山镇吕洞村塘尾山麓的一个清代古墓葬，1986年入选第二批罗源县文物保护单位。
吴型山墓是清嘉庆二十三年（1818年）举人、道光《新修罗源县志》总理吴型山的安葬地，坐南朝北，宽16米、深26米，三合土构筑，顶高8米，门宽11.5米，高1米，前有单檐墓亭，距墓门6米许有一堵内刻“南极星辉”，外刻“万象朝宗”各4字的石护栏。